# Hermann Volk

Hermann Volk (27. prosince 1903 Steinheim – 1. července 1988 Mohuč) byl německý římskokatolický kněz, mohučský biskup, profesor teologie a kardinál.
Kněžské svěcení přijal 27. dubna 1927. Vyučoval na univerzitě v Münsteru, kde v letech 1954 - 1955 působil jako rektor. V březnu 1962 byl jmenován biskupem v Mohuči, biskupské svěcení se uskutečnilo 5. června 1962. Účastnil se jednání II. Vatikánského koncilu.
Při konzistoři 5. března 1973 ho papež Pavel VI. jmenoval kardinálem. Byl účastníkem konkláve, která vybírala Jana Pavla I. i Jana Pavla II. V prosinci 1982 rezignoval na řízení diecéze. Jeho nástupcem se stal kardinál Karl Lehmann.